# Дормілон скельний
Дорміло́н скельний (Muscisaxicola alpinus) — вид горобцеподібних птахів родини тиранових (Tyrannidae). Мешкає в Колумбії і Еквадорі.

## Підвиди
Виділяють три підвиди:
- M. a. columbianus Chapman, 1912 — Центральний хребет Колумбійських Анд (Невадо-дель-Руїс і Каука);
- M. a. quesadae Meyer de Schauensee, 1942 — Східний хребет Колумбійських Анд (Бояка і Кундінамарка);
- M. a. alpinus (Jardine, 1849) — Еквадор.

## Поширення і екологія
Скельні дормілони живуть серед скель, у високогірних чагарникових заростях та на гірських луках парамо. Зустрічаються на висоті від 3300 до 4700 м над рівнем моря, поодинці або парами, іноді невеликими зграйками. Живляться комахами.